# 喜多徹人
喜多 徹人（きた てつと、1960年 - ）は、日本の教育者、著述家、カウンセラーで神戸セミナー校長。兵庫県予備校連盟会長、全国予備学校協議会副会長、日本ブリーフサイコセラピー学会理事を歴任。

## 人物
滋賀県近江八幡市に生まれる。小学時代には宿題はほとんどやらない"問題児"だったが、小学4年生の時の夏休みの宿題の課題が"自由研究"だったことで突如やる気を起こし、人のやらないことをやって驚かそうと思いついたのが「往復3㎞の山道を毎日走ること」であった。それを毎日、タイムを計り変化をグラフ化し、20日間全60㎞の日記を書き、さらに写真を貼って提出した。叔父を初め、担当教師、クラスの生徒のほとんどが喜多のこの行動に驚いた。このとき喜多は「やる気」の素が、誰にも強制されず自ら決めることだと悟った。
高校時代は高校球児として甲子園にも出場。県予選での「5試合で3塁打6本」は今も滋賀大会記録となっている。2浪の後、京都大学法学部に入学。卒業後、三和銀行に入行し、窓口業務、融資業務、個人営業、法人営業を経験するかたわら4年間学生採用も担当。6年後の31歳の時に、村上雄藏創設でユニークな教育方針と独特のカリキュラムを取り入れていた神戸セミナー副校長に抜擢され、教育界に転身。高校中退者や、不登校、引きこもりの経験者も多く通う同校にて、多くの生徒、保護者と面談を重ねるうちに「やる気」の起こらない生徒にある一定の法則があることに気付く。これらの経験から、心理学的アプローチも取り入れ「自信はすべてに優先する」との教育方針を打ち出し、生徒を個でとらえチームでカウンセリングを行う手法で高校中退者を有名大学へ導くなどの実績を上げ、全国で講演を依頼されるに至る。

## 経歴

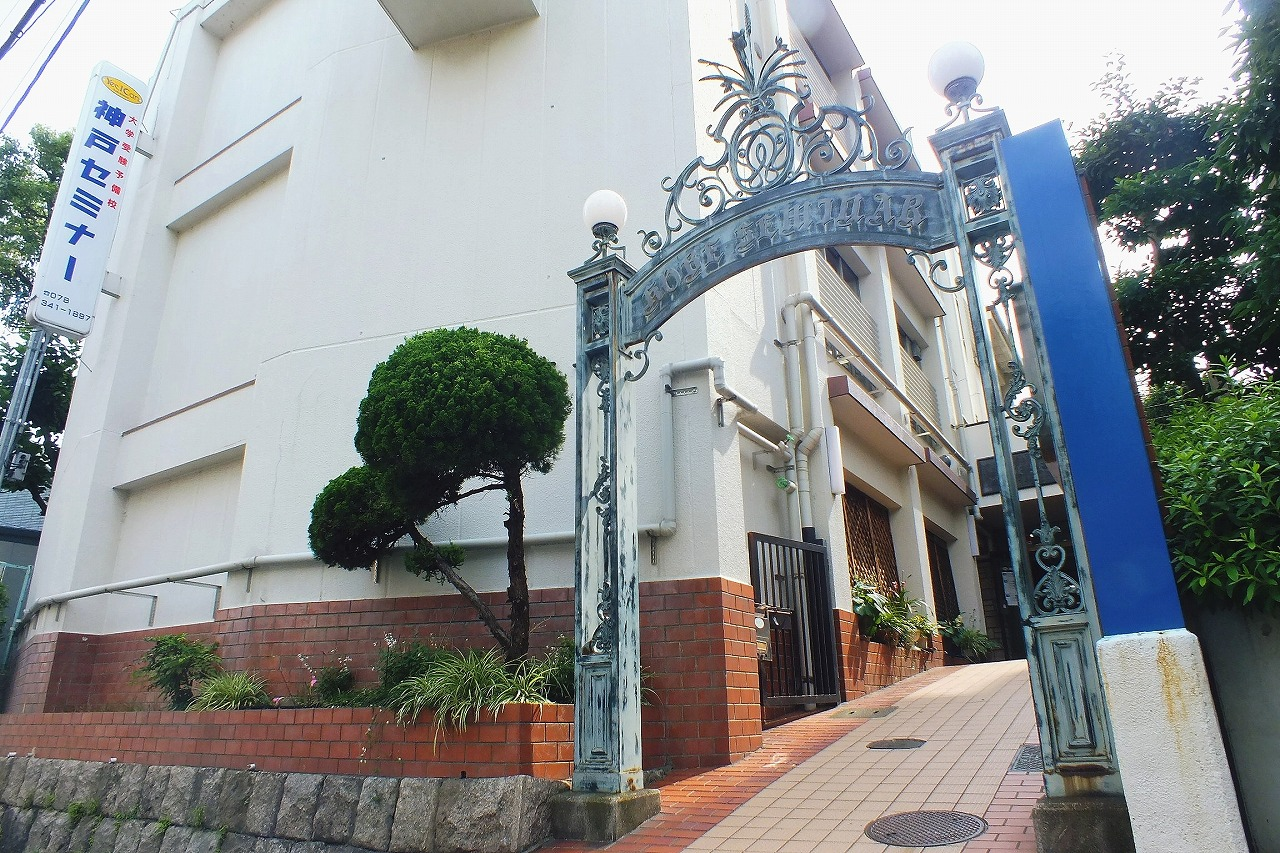
1991年9月、神戸セミナーに副校長として入職。

- 1960年(昭和35年）6月 - 滋賀県近江八幡市に生まれる[1]。
- 1979年3月 - 滋賀県立膳所高等学校卒業。在学中は高校野球で活躍、夏の甲子園に出場[1]。
- 1981年4月 - 駿台予備学校から、京都大学法学部へ進学[10]。
- 1985年3月 - 京都大学法学部卒業。
- 1985年4月 - 三和銀行（現・三菱UFJ銀行）に入行[1]。
- 1991年9月 - 神戸セミナーに副校長として入職[1][6]。同校は生徒の3分の2が不登校などの経験を持ち、当初は叱咤した生徒が退校するなど失敗の連続であったが、保護者と生徒との話し合いを重視、試行錯誤の末、自信を付けさせる方針に転換したところ成功。高校中退者の有名大学への合格実績を積み、全国から多くの講演依頼を受けるに至る。また、全日クラスの生徒数を50人ほどから300人にまで増やす。[7]。
- 2007年 - 神戸セミナー校長に就任[6]。
- 2008年 - 著書『あなたの子どもは なぜ勉強しないのか』（学びリンク）を出版。『AERA with Kids』（朝日新聞出版）など多くのマスメディアで取り上げられ、amazon、セブンネットショッピングをはじめとする書籍ランキングで長期に渡り教育書での第1位を保持[11]。
- 2011年4月 - 『あなたの子どもは なぜ勉強しないのかPart2』を出版[11]。
- 2016年7月 - 『不登校・ひきこもりに効くブリーフセラピー』（共著日本評論社、ISBN 978-4-535-56350-6）を出版[12]。

## 主義・主張
- 子供の世界は大きく分けると「家庭」、「学校」、「友人関係」の3つがあると見なし、それらのストレスの感じ方に注目することで不登校の解決のヒントが見つかる[13]。
- 自信はすべてに優先する[4]。
- 人生勝負した方が面白い[4]。
- 「文武両道」という言葉についてはスポーツも、勉強も道筋は同じと解釈し、目的意識を持って時間を工夫することで、集中し効果的に使えば目標は達成できると[3]。
- 他者との比較はある一定の条件がそろっている場合を除き、逆効果[4]。
- 教育とカウンセリングは、専門家だけのものではなく、すべての家庭の日常生活そのものであるべき[4]。

## 著書
- 『あなたの子どもはなぜ勉強しないのか』（学びリンク） ISBN 978-4-902776-31-7
- 『あなたの子どもはなぜ勉強しないのか Part2』（学びリンク）2011年4月 ISBN 978-4-902776-56-0
- 『不登校・ひきこもりに効くブリーフセラピー』（日本評論社、ISBN 978-4-535-56350-6）共著[12]
- 『逆転の家族面接』（日本評論社、ISBN 978-4-535-56361-2 2017年6月）共著[14]。

## その他
- 少年野球チーム大津Zクラブのコーチ兼、カウンセラーをつとめる[15]。
- 滋賀県大津市の市民合唱団コールライゼ[16]にて混声合唱を長年にわたり行う[17][18]。

## 所属学会
- 日本ブリーフサイコセラピー学会(理事)[19]
- 日本家族療法・家族研究学会
- 日本心身医学会
- 日本学校教育相談学会
- 日本心理臨床学会
- 日本応用教育心理学会

## 所属団体
- 全国予備学校協議会（副会長）[2]
- 兵庫県予備校連盟（元会長）
- 兵庫県専修学校各種学校連合会（副会長）
- 神戸商工会議所

## 関連人物
- 村上雄蔵

## 参考サイト
- 神戸セミナー校長・喜多徹人先生講演会（2016年3月5日時点のアーカイブ）
- 船井総研モデル企業ルポ（グレートカンパニーレポート）（2015年9月24日時点のアーカイブ）